# العلاقات التشيكية الكندية
العلاقات التشيكية الكندية هي العلاقات الثنائية التي تجمع بين التشيك وكندا.

## مقارنة بين البلدين
هذه مقارنة عامة ومرجعية للدولتين:
| وجه المقارنة                                              | التشيك                                                                            | كندا                     |
| --------------------------------------------------------- | --------------------------------------------------------------------------------- | ------------------------ |
| المساحة (كم2)                                             | 78.87 ألف                                                                         | 9.98 مليون               |
| عدد السكان (نسمة)                                         | 10.52 مليون                                                                       | 35.70 مليون              |
| الكثافة السكانية (ن./كم²)                                 | 133.38                                                                            | 3.58                     |
| العاصمة                                                   | براغ                                                                              | أوتاوا                   |
| اللغة الرسمية                                             | اللغة التشيكية                                                                    | لغة إنجليزية، لغة فرنسية |
| العملة                                                    | كرونة تشيكية، كرونة تشيكوسلوفاكية                                                 | دولار كندي               |
| الناتج المحلي الإجمالي (بليون دولار)                      | 215.73 مليار                                                                      | 1.65 تريليون             |
| الناتج المحلي الإجمالي (تعادل القوة الشرائية) بليون دولار | 356.15 مليار                                                                      | 1.59 تريليون             |
| الناتج المحلي الإجمالي الاسمي للفرد دولار أمريكي          | 17.55 ألف                                                                         | 43.25 ألف                |
| الناتج المحلي الإجمالي للفرد دولار أمريكي                 | 31.19 ألف                                                                         | 45.07 ألف                |
| مؤشر التنمية البشرية                                      | 0.878                                                                             | 0.913                    |
| رمز المكالمات الدولي                                      | +420                                                                              | +1                       |
| رمز الإنترنت                                              | .cz                                                                               | .ca                      |
| المنطقة الزمنية                                           | ت ع م+01:00، ت ع م+02:00، توقيت وسط أوروبا، توقيت وسط أوروبا الصيفي، أوروبا/براغ ‏ |                          |

## منظمات دولية مشتركة
يشترك البلدان في عضوية مجموعة من المنظمات الدولية، منها:
| علم المنظمة | اسم المنظمة                               | تاريخ انضمام التشيك | تاريخ انضمام كندا |
| ----------- | ----------------------------------------- | ------------------- | ----------------- |
|             | منظمة الشرطة الجنائية الدولية             | ?                   | ?                 |
|             | الاتحاد البريدي العالمي                   | ?                   | ?                 |
|             | مركز تنسيق الحركة في أوروبا ‏              | ?                   | ?                 |
|             | حلف شمال الأطلسي                          | 12 مارس 1999        | 4 أبريل 1949      |
|             | منظمة التجارة العالمية                    | ?                   | ?                 |
|             | منظمة التعاون الاقتصادي والتنمية          | ?                   | ?                 |
|             | الفريق المعني برصد الأرض                  | ?                   | ?                 |
|             | مجموعة الموردين النوويين                  | ?                   | ?                 |
|             | مؤسسة التنمية الدولية                     | 1993                | 24 سبتمبر 1960    |
|             | اتفاقية السماوات المفتوحة                 | ?                   | ?                 |
|             | منظمة الأمن والتعاون في أوروبا            | 1993                | 25 يونيو 1973     |
|             | الوكالة الدولية للطاقة                    | ?                   | ?                 |
|             | مؤسسة التمويل الدولية                     | 1993                | 20 يوليو 1956     |
|             | منظمة حظر الأسلحة الكيميائية              | ?                   | ?                 |
|             | الأمم المتحدة                             | 19 يناير 1993       | 9 نوفمبر 1945     |
|             | الاتحاد الدولي للاتصالات                  | 1993                | 1 يوليو 1908      |
|             | البنك الدولي للإنشاء والتعمير             | 1993                | 27 ديسمبر 1945    |
|             | مجموعة أستراليا                           | 1994                | 1985              |
|             | المركز الدولي لتسوية المنازعات الاستشارية | 22 أبريل 1993       | 1 ديسمبر 2013     |
|             | وكالة ضمان الاستثمار متعدد الأطراف        | 1993                | 12 أبريل 1988     |
|             | نظام تحكم تكنولوجيا القذائف               | 1998                | 1987              |
|             | يونسكو                                    | 22 فبراير 1993      | 4 نوفمبر 1946     |

## أعلام
هذه قائمة لبعض الشخصيات التي تربطها علاقات بالبلدين:
- أشتون بومان (1 مايو 1993 – )
- ألكس باومان (سبّاح كندي، 21 أبريل 1964 – )
- برندان فريزر (ممثل أداء صوتي أمريكي، 3 ديسمبر 1968[22][23][24] – )
- بيني أوليكسياك (سباحة كندية، 13 يونيو 2000 – )
- جاي مانويل (14 أغسطس 1972 – )
- جينا تالاكوفا (عارضة أزياء كندية، 15 أكتوبر 1988 – )
- ديفيد نيكل (ممثل كندي، 7 فبراير 1967 – )
- روزا مينديز (25 أكتوبر 1979[25] – )
- فاسيك بوسبيسيل (لاعب كرة مضرب كندي، 23 يونيو 1990 – )
- فلاديمير كيلاسح (ممثل تشيكي، 14 يوليو 1956[26][27] – )
- كارل سفوبودا (لاعب رغبي كندي، 23 مارس 1962 – )
- لوتا هيتشمانوفا (28 نوفمبر 1909[28] – 1 أغسطس 1990)
- مقتل تامي هومولكا (1975 – 24 ديسمبر 1990)
- ياكوب لينسكي (لاعب كرة قدم كندي، 16 ديسمبر 1988 – )
- يانا نيدلي (لاعبة كرة مضرب كندية، 9 يونيو 1974 – )

## وصلات خارجية
- موقع وزارة الخارجية التشيكية
- موقع وزارة الخارجية الكندية